# Гори Агріколи

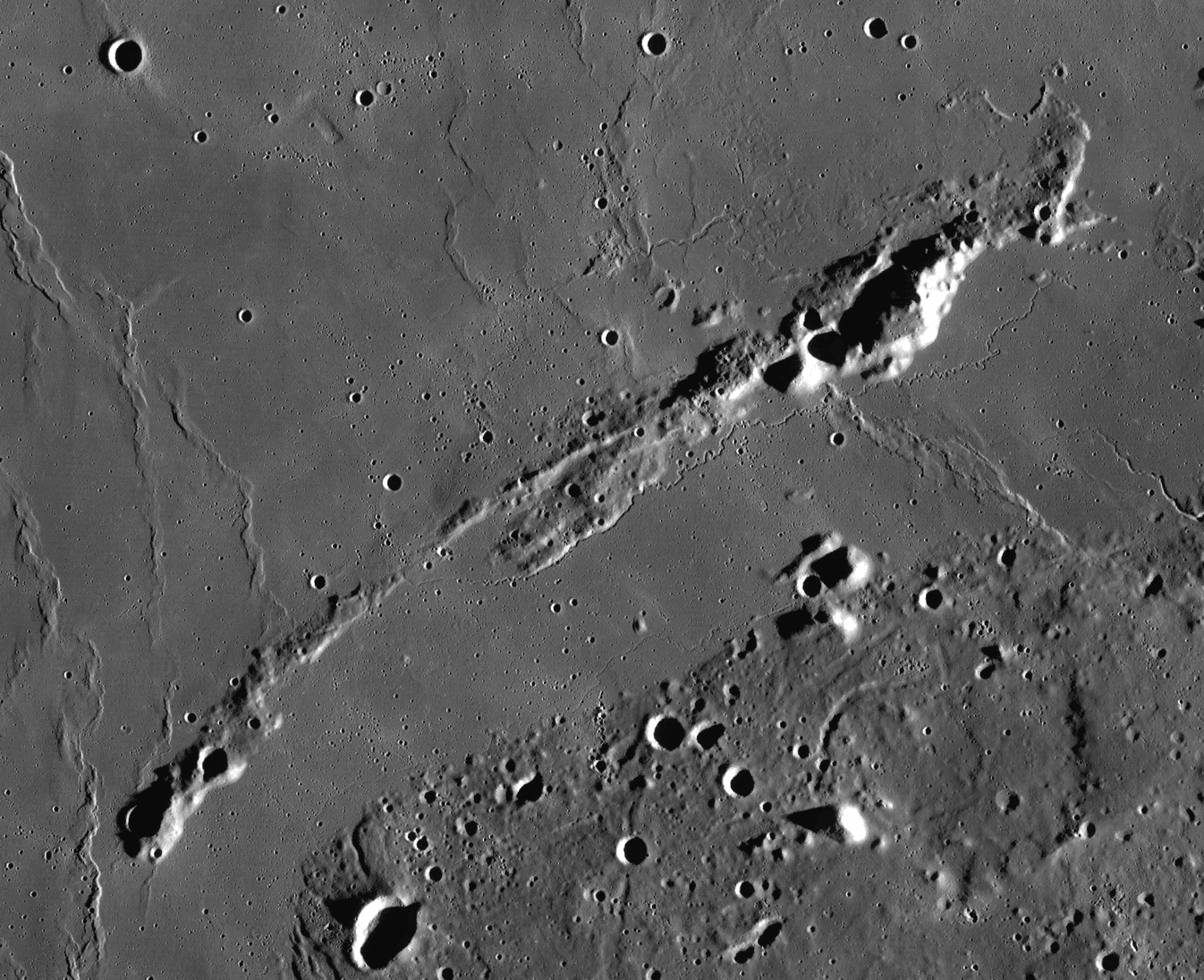
Гори Агріколи. Внизу — край плато Аристарха. Мозаїка знімків зонда LRO; ширина — 160 км.

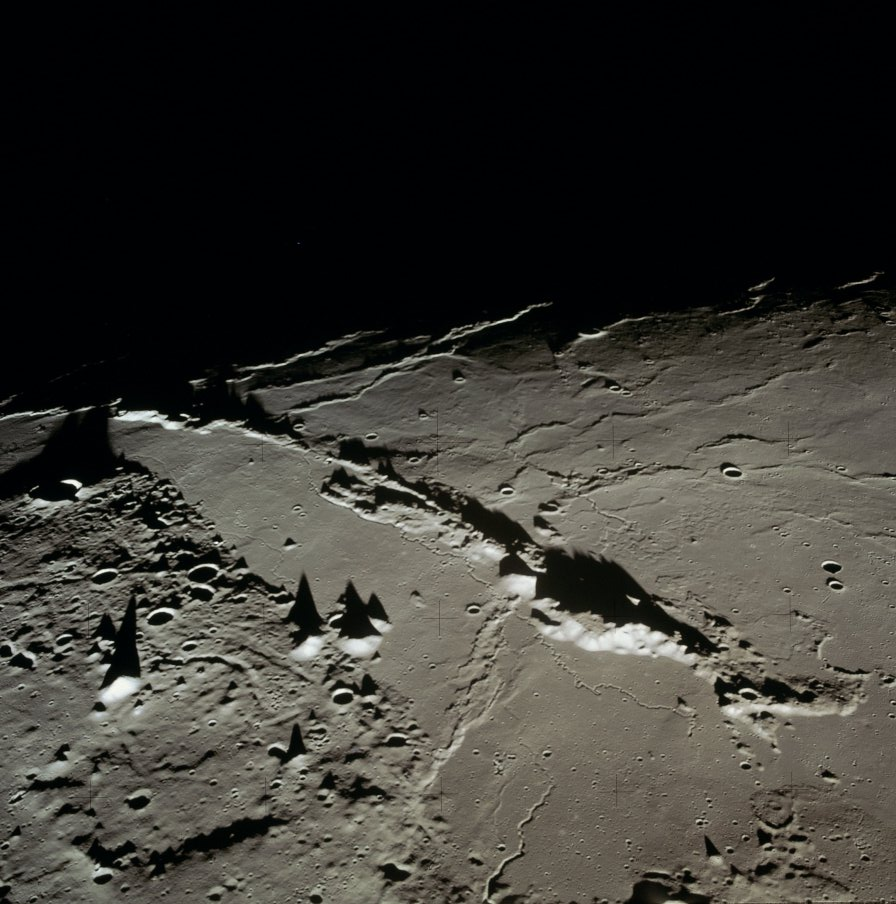
Знімок екіпажу «Аполлона-15» (1971)

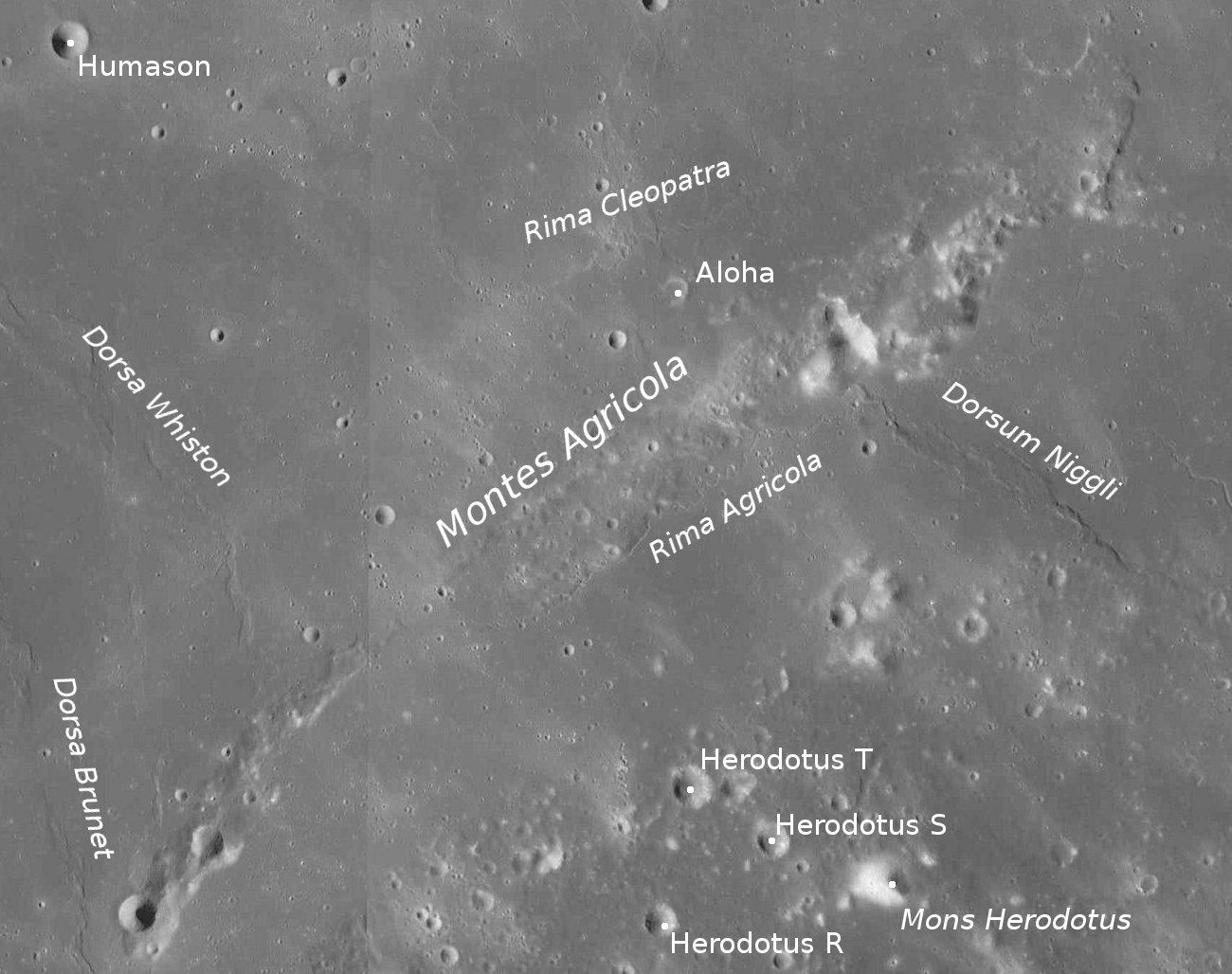
Карта регіону

Гори Агріколи (лат. Montes Agricola) — гірський хребет на видимому боці Місяця, в Океані Бур. Названий на честь Ґеорґіуса Аґріколи — німецького вченого 16 століття. Ця назва була затверджена Міжнародним астрономічним союзом 1976 року.
Довжина цього хребта — 160 км, координати центру — 29°04′ пн. ш. 54°04′ зх. д. / 29.06° пн. ш. 54.07° зх. д.. Він тягнеться з північного сходу на південний захід уздовж краю узвишшя, де лежать кратери Геродот і Аристарх. Воно відоме під неофіційною назвою «плато Аристарха». Хребет та плато розділяє протока шириною близько 20 км, яку іноді називають протокою Агріколи. На північному сході хребет найвищий та найширший (до 18 км); на протилежному кінці є менше розширення. Висота гір — до 1,2 км над рівнем моря та −1,02 км відносно місячного рівня відліку висот.

## Сусідні об'єкти
Вздовж південного краю північної половини гір Агріколи на 100 км тягнеться вузька звивиста борозна Агріколи (лат. Rima Agricola). Її перетинає 40-кілометрова гряда Нігглі (Dorsum Niggli), що сполучає гори та плато. В околицях гір Агріколи є й багато інших гряд. Дві найбільші отримали назви «гряда Барнета» (на заході) та «гряда Вістона» (на північному заході). На північ від хребта паралельно йому тягнеться 15-кілометрова борозна Клеопатри.
За 30 км на північний схід від північного кінця хребта лежить 10-кілометровий кратер Нільсен. За 72 км на північний захід від хребта є 4-кілометровий кратер Хьюмасон, а за 7 км — 2,5-кілометровий кратер Алоха. На краю плато Аристарха навпроти гір Агріколи лежать 10-кілометровий кратер Конон та гора Геродота.